# الکس پاسکوال
الکس پاسکوال (انگلیسی: Àlex Pascual؛ زادهٔ ۲۱ مهٔ ۱۹۷۷) بازیکن فوتبال اهل اسپانیا است.
از باشگاه‌هایی که در آن بازی کرده‌است می‌توان به باشگاه فوتبال هرکولس اشاره کرد.